# Henry Wood
Sir Henry Joseph Wood  (London, 1869. március 3. – Hitchin, Anglia, 1944. augusztus 19.) angol karmester, orgonista. Neve a londoni Promshoz kötődik leginkább, a fesztiválnak alapító és 50 éven át vezető karmestere volt. Halála után Wood tiszteletére a Proms hivatalos neve Henry Wood Promenade Concerts lett. Wood a Royal Academy of Music professzora, valamint Anglián kívül is világszintű zenekarok, többek között a New York-i Filharmonikusok, a Berlini Filharmonikusok, a Bostoni Szimfonikus Zenekar vendégkarmestere volt.

## Művészi pályája

### Kezdetek
Wood tanulmányait 1886 és 1889 között a londoni Royal Academy of Music növendékeként végezte orgona és zeneszerzés szakon. Pályája kezdetén magán énekórákat ad valamint korrepetitor, és 1889-től pedig már karmester az Arthur Rousbey Opera társulatnál, majd több kisebb operatársulattal turnézott Anglia szerte. Ezután jelentősebb megbízatást kapott a Carl Rosa Opera társulatnál, Csajkovszkij Anyeginjének angliai premierjét vezényelte 1892-ben.

### Proms
A fiatal huszonhat éves Wood 1895-től a Robert Newman által a londoni Queen's Hallban elindított promenádkoncertek vezető karmestere lett. A minden évben nyolc héten át tartó fesztivál koncertjeire a Queen's Hall Orchestra-val ugyancsak kevés próba jutott, Wood a hét hat napján megtartott koncertekre összesen csak heti 9 órát próbálhatott, ennek ellenére folyamatosan emelni tudta a koncertek színvonalát. A fesztivál programján minden hétfőn Wagner-művet, pénteken Beethovent játszottak, ezt a hagyományt évtizedeken át megtartották. A romantikus szerzők művei mellett Wood később barokk és kortárs művekkel szélesítette a repertoárt, mint Richard Strauss, Debussy és Schoenberg.
A Queen's Hallban adott koncerteken kívül vezényelt Anglia más fesztiváljain, (Sheffield, Norwich, Birmingham, Wolverhampton és Westmorland), valamint koncertezett Anglia szerte (Cardiff, Manchester, Liverpool, Leicester és Hull).
A kontinensen kívül is vezényelt, vendég karmesterként fellépett a New York-i Filharmonikusokkal, majd 1911-ben Mahler halála után felkínálták számára a New York-i Filharmonikusok vezető karmesteri posztját is, de Wood a felkérést visszautasította. Anglián kívül koncertezett többek között a Berlini Filharmonikusokkal is, és 1915-ben felkérték a Bostoni Szimfonikus Zenekar vezető karmesteri posztjára, de ezt a felkérést sem fogadta el, inkább Nagy-Britanniában folytatta karrierjét.
Bár Wood zeneszerzést is tanult, művészi tevékenysége mégis karmesterként ismert, ugyanakkor zenekari átiratokat írt, 1921-ben egy zürichi zenekari fesztiválon Purcell színpadi műveinek témáiból készült saját átiratát vezényelte, a Purcell Suite-et, valamint Albéniz- és  Vivaldi-átiratokat is.

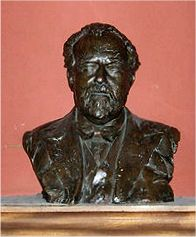
Sir Henry Wood mellszobra jelenleg a Royal Academy of Music tulajdona

1923-tól  kinevezték egykori alma materének, a Royal Academy of Music professzorának.
Wood 1925-ben nagy sikerrel vezényelte a Los Angeles-i Filharmonikus Zenekart Hollywoodban, majd újból meghívták 1926-ban és 1934-ben is. A koncert műsorán J. S. Bach és Stravinsky művei szerepeltek.
Miután 1927-ben a BBC vette át a promenádkoncertek feletti kontrollt, Henry Wood továbbra is a fesztivál vezető karmestere maradt. A II. világháború kitörésekor, 1939-ben a BBC megvonta támogatását a Promstól, Wood magánbefektetők segítségével folytatta a koncertsorozatot, majd 1942-től felújította a fesztivál és a BBC közti kapcsolatot.
Sir Henry Wood 1944-ben bekövetkezett haláláig (Hitchin, Hertfordshire) a Proms vezető karmestere maradt.

## Magánélete
1898-ban Wood korábbi növendékével, az orosz származású énekesnővel, Olga Urusovával kötött házasságot, akivel számos közös koncertet adtak, majd halála után, 1911-ben Muriel Greatorex lett második felesége.

## Lemezei
Wood 1908-ban készítette első lemezfelvételeit a His Master's Voice (HMV) égisze alatt, a lemezeken feleségét, Olga Urusovát kísérte. Majd 1915 és 1925 között 65 lemezt vett fel a Columbia lemez társasággal, 1925-től 9 év alatt további 36 lemezt készített immár jobb technikai körülmények között szintén a Columbia égisze alatt, 1935-től a Decca számára is készített felvételeket.
Wood lemezfelvételei halála után a katalógusokban már nem nagyon szerepelnek.  A The Record Guide – egy az ’50-es években megjelenő angol lemezkatalógus – katalógusában 1956-ban egy lemeze sem szerepelt. Néhány lemezét jelenleg CD-n újra kiadják, köztük a Decca és a Columbia által 1936 és 1938 között készített Vaughan Williams műveinek felvételeit, valamint az 1929-ben a Columbia égisze alatt Albert Sammonsszal felvett Elgar Hegedűversenyét.

## Művei
Wood közreadott Handel- és Purcell-átiratokat, valamint Paul Klenovsky álnév alatt J. S. Bach d-moll toccata és fuga zenekari átiratát.
Több könyvet is megjelentetett:
- H. Wood: The Gentle Art of Singing, 4 köt. (1927–28)
- H. Wood: My Life of Music  (1938)
- H. Wood: About Conducting  (1945)

## Díjai
1911-ben Henry Wood megkapta a lovagi címet, 1921-ben első angol karmesterként a legrangosabb angol zenei díjjal, a Royal Philharmonic Society Arany medáljával tüntették ki.

## Fordítás
- Ez a szócikk részben vagy egészben  a    Henry  Wood  című angol Wikipédia-szócikk ezen változatának fordításán alapul.  Az eredeti cikk szerkesztőit annak laptörténete sorolja fel. Ez a jelzés csupán a megfogalmazás eredetét és a szerzői jogokat jelzi, nem szolgál a cikkben szereplő információk forrásmegjelöléseként.